# Хонча

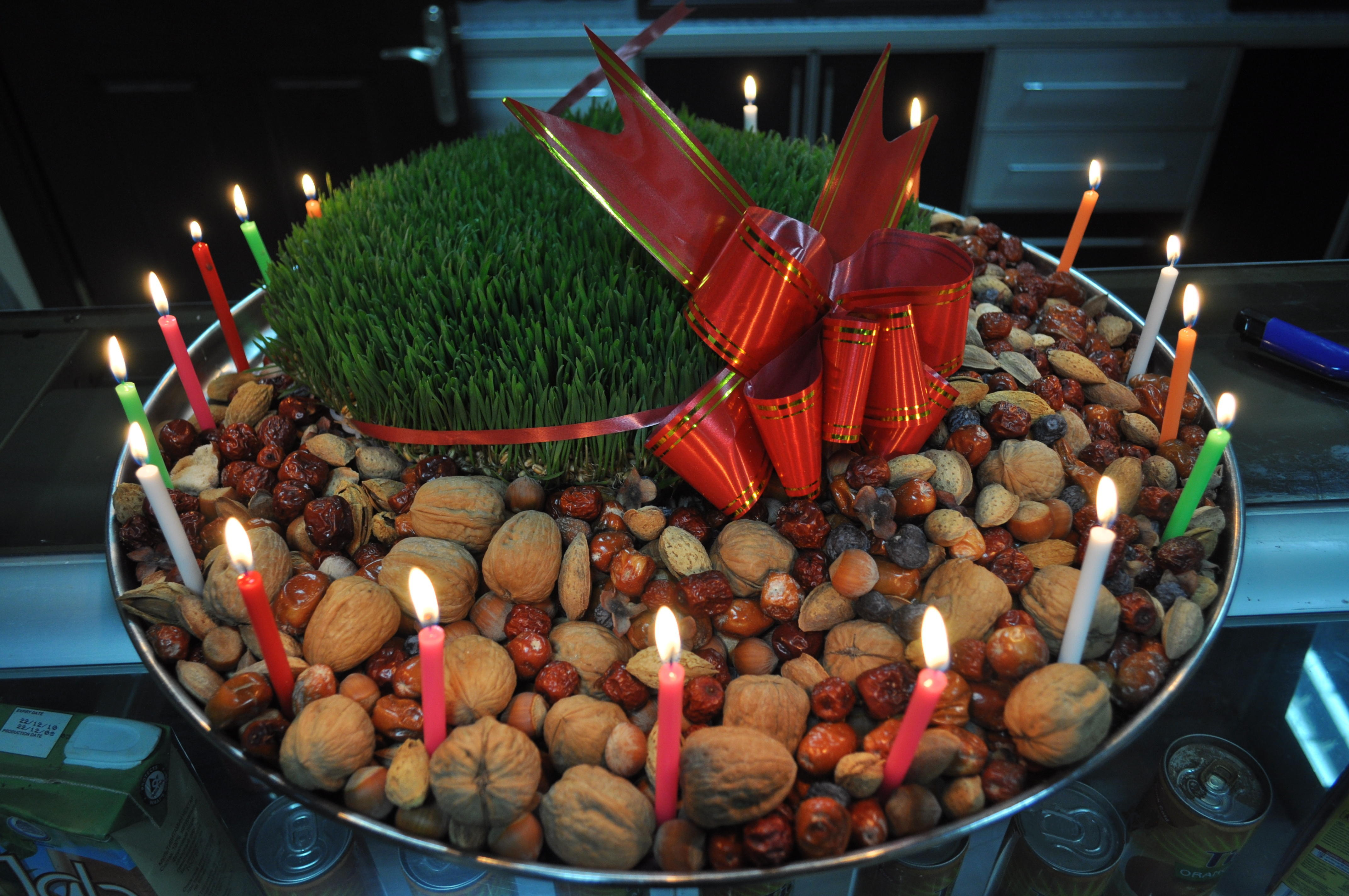
Хонча на подносе, украшенная свечами и красной лентой, с орехами

Хонча́ (азерб. xonçá) — украшенная подарочная корзина или поднос, в основном дарится на свадьбу. В хонче гости за неделю до свадьбы приносят всевозможные свадебные принадлежности, например символы семейного благополучия, наряды и бельё невесты, парфюмерию, а также сладости и спиртное.
Хонча также используется во время проведения свадьбы. Традиция распространена у азербайджанцев, армян, а также некоторых тюркских и иранских народов.
В России хонча используется на многих азербайджанских свадьбах в разных районах страны (Краснодарском, Ставропольском краях, а также в Самарской и смежных областях).